# Carsten Schütz
Carsten Schütz (* 28. August 1975) ist ein ehemaliger deutscher Langstreckenläufer.

## Sportliche Erfolge
1998 und 2000 wurde er in der Halle Deutscher Vizemeister über 3000 Meter.
Bei den Deutschen Meisterschaften im 10-Kilometer-Straßenlauf 2001 wurde er Zweiter, zeitgleich mit dem Sieger Terefe Desalegn. Im Jahr darauf kamen die beiden Athleten ebenfalls zeitgleich ins Ziel, aber diesmal sprachen die Kampfrichter Schütz den Titel zu.
2002 wurde er Vierter beim Düsseldorfer Kö-Lauf. Im Jahr darauf wurde er Zehnter beim Great North Run, gewann bei seinem Debüt über die 42,195-km-Distanz den Essener Marathon Rund um den Baldeneysee in der deutschen Jahresbestzeit von 2:14:58 h und siegte beim Bietigheimer Silvesterlauf.
2004 kam er beim Berlin-Marathon auf den 20. Platz. 2007 beendete er seine leistungssportliche Karriere, nachdem er beim Bonn-Marathon aufgeben musste.

## Werdegang
Carsten Schütz startete für den TV Wattenscheid 01.

## Persönliche Bestzeiten
- 1500 m: 3:42,77 min, 8. Juli 2000, Dortmund
- 3000 m: 7:56,67 min, 18. Juni 2000, Ingolstadt
- 5000 m: 13:26,81 min, 25. Juni 2000, Nürnberg
- 10-km-Straßenlauf: 28:53 min, 1. September 2002, Düsseldorf
- Halbmarathon: 1:04:29 h, 22. September 2003, South Shields
- Marathon: 2:14:41 h, 26. September 2004, Berlin